# Банк Кореї
Банк Кореї (кор. 한국은행, 韓國銀行) — центральний банк Республіки Кореї та емітент національної валюти — південнокорейської вони. Заснований 12 червня 1950 року в Сеулі згідно з «Законом про Банк Кореї» (Bank of Korea Act).
Головна мета банку — цінова стабільність, для цього він таргетує інфляцію. Мета на 2016—2018 рр. — підтримка інфляції споживчих цін на рівні 2,0%.

## Організація
Банк має 14 департаментів у головному офісі в Сеулі, а також 16 відділень і 3 філіали у великих містах. Крім того, Банк має 6 закордонних представницьких офісів у великих міжнародних фінансових центрах. Аудитора призначає Президент Республіки Корея за рекомендацією міністра фінансів та економіки, на термін три роки. Аудитор здійснює контроль над операціями Банку та звітує про результати Комітету з монетарної політики та уряду.

## Функції
- Випуск грошових знаків (монет і банкнот);
- Вироблення та здійснення монетарної політики;
- Вироблення та здійснення кредитної політики;
- Функція "банку для банків";
- Функція державного банку;
- Управління валютними резервами країни.

Крім того, Банк Кореї несе відповідальність за операції з державними платежами та управління державним майном.